# Marthe de Béthanie
Pour les articles homonymes, voir Marthe et Sainte Marthe.
Marthe de Béthanie est, dans le Nouveau Testament, une disciple de Jésus-Christ et la sœur de Lazare et de Marie de Béthanie. Elle est mentionnée dans l'évangile selon Luc lorsqu'elle accueille Jésus avec sa sœur Marie (Luc 10, 38-42) et dans l'évangile selon Jean, dans le récit de la résurrection de son frère Lazare. Enfin, l'Épître des apôtres (en), écrit apocryphe chrétien datant de 120 apr. J.-C., la présente comme une des principales femmes témoins de la résurrection de Jésus avec Marie de Magdala et Sara [Qui ?].
C'est une sainte célébrée le 4 juin par les orthodoxes et le 29 juillet par les catholiques avec Marie et Lazare. Elle est la sainte patronne de la ville de Tarascon.

## Étymologie
Marthe, ou Sancta Martha en latin, vient du grec ancien Μάρθα Martha, transcription de l’araméen martâ (מָרְתָא), "seigneure", "maîtresse", version féminine du mot mar (מר), "maître". Cette forme araméenne se retrouve sur des inscriptions nabatéennes du Ve siècle apr. J.-C. trouvées à Puteoli puis transférées au Musée de Naples, ainsi qu’à Palmyre sous la forme grecque Marthein,.

## Histoire et tradition

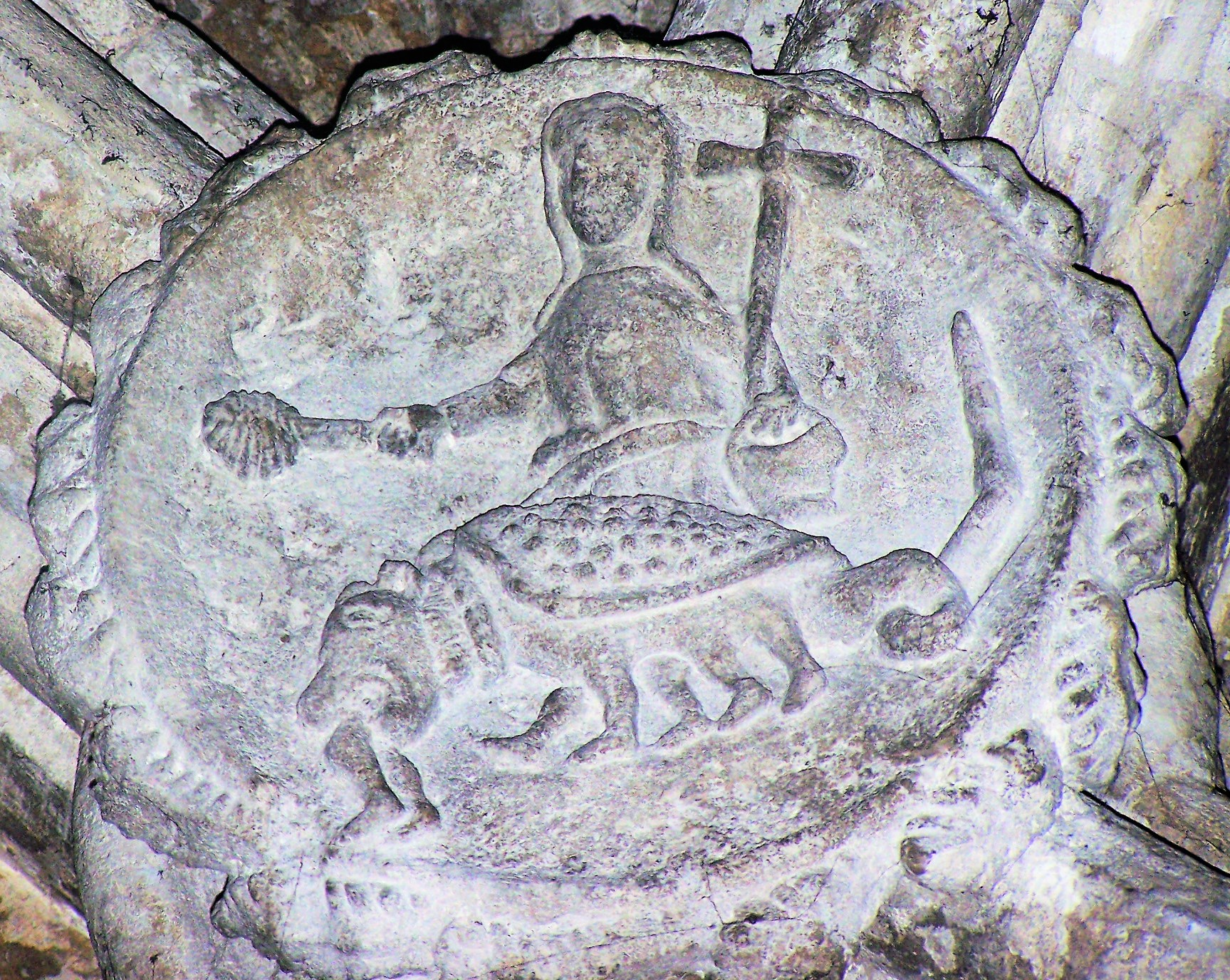
Ste Marthe domptant la Tarasque. Pierre romane, réemployée au XIVe siècle en tant qu'élément d'une clé de voûte.

Sainte très populaire dans un Moyen Âge pour lequel l'hospitalité est une vertu cardinale, celle qui accueillit le Christ en sa demeure est une femme active — par opposition à sa sœur Marie la contemplative — qui a pu servir de modèle politique aux souveraines du XIIIe siècle, en particulier à Jeanne de Constantinople, comtesse de Flandre et de Hainaut.
« Un jour qu’ils étaient en chemin, Jésus entra dans un village, et une femme, nommée Marthe, le reçut en sa maison. Elle avait une sœur nommée Marie, laquelle, assise aux pieds du Seigneur, écoutait sa parole. Cependant Marthe s’occupait avec empressement des soins nombreux du service, et, s’arrêtant devant Jésus, elle lui dit : Seigneur, souffrirez-vous que ma sœur me laisse servir seule ? Dites-lui donc qu’elle m’aide. Le Seigneur lui répondit : Marthe, Marthe, vous prenez de l’inquiétude et vous troublez au sujet de beaucoup de choses. Or, une seule est nécessaire. Marie a choisi la meilleure part, qui ne lui sera point ôtée. ». Cette scène est représentée par Théodore Chassériau en 1852 dans un tableau intitulé Le Christ chez Marthe et Marie. Marthe porte une cruche sur l'épaule, tandis que Marie est assise aux pieds de Jésus. Volé dans l'église Sainte-Marie-Madeleine de Marcoussis, il a été retrouvé et y a repris sa place.
Selon la tradition provençale, Marthe s'est établie, après la mort du Christ, en Provence aux Saintes-Maries-de-la-Mer avec Lazare et Marie de Béthanie. Elle y aurait vaincu la Tarasque à Tarascon, où fut élevée en son honneur une collégiale royale, sur l'emplacement de son tombeau.

## Iconographie
La légende la fait aller, en compagnie de Marie de Béthanie et de Lazare, en Provence, accoster aux Saintes-Maries-de-la-Mer, accompagnés de Marie Jacobé, Marie Salomé, Sidoine et Maximin. Après Marseille, elle transmet la foi dans la région d'Avignon puis s'établit à Tarascon où elle chasse un dragon appelé la Tarasque avec de l'eau bénite. Marthe est aussi représentée en maîtresse de maison avec un trousseau de clés à la ceinture, et tenant un vase d'eau bénite.

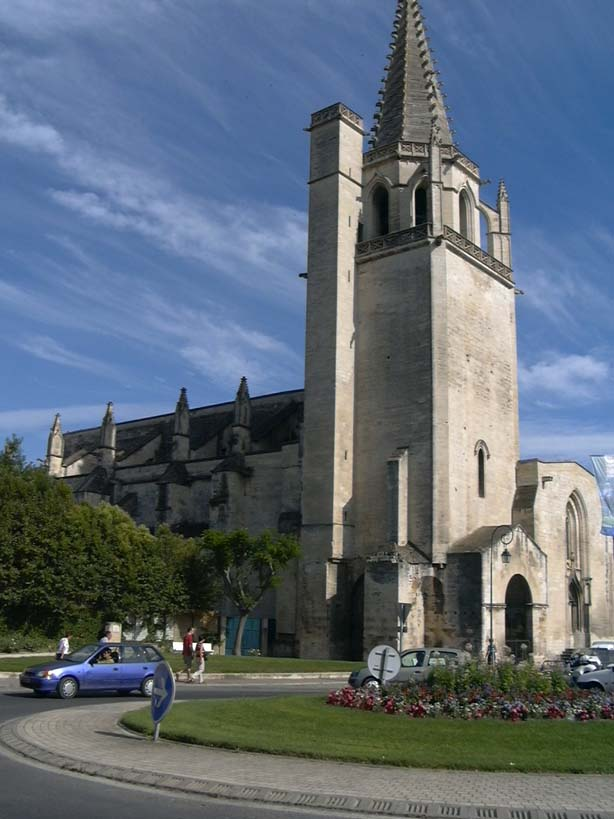
Collégiale royale Sainte-Marthe de Tarascon.
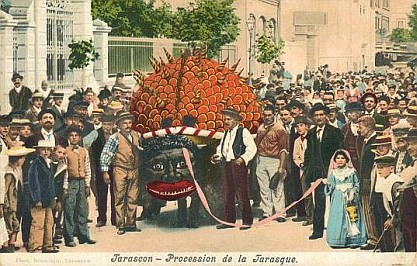
La Tarasque de Tarascon traînée au bout de son écharpe par une petite sainte Marthe.
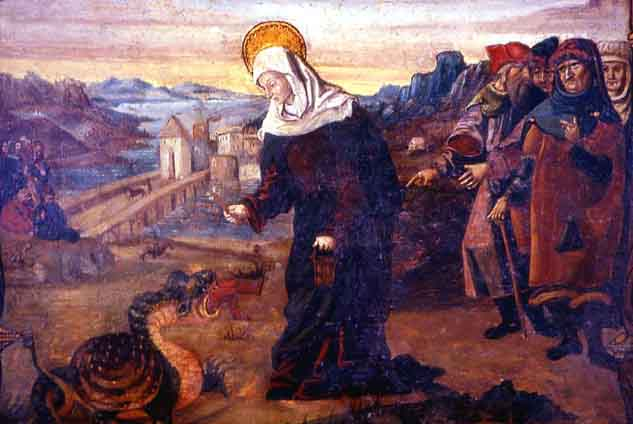
Marthe fustigeant la Tarasque, peinture attribuée à André Abellon, basilique Sainte-Marie-Madeleine de Saint-Maximin-la-Sainte-Baume.
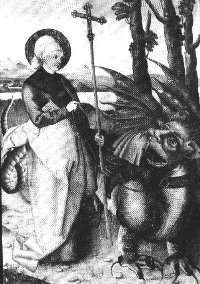
Marthe et la Tarasque, peinture de l'autel de la sainte en l'église Saint-Laurent de Nuremberg.
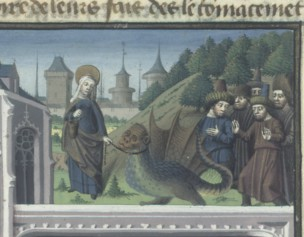
Marthe et la Tarasque, détail de la partie supérieure du folio 340v, Manuscrits français 50 de la BnF, Vincent de Beauvais, Speculum historiale (XVe siècle).
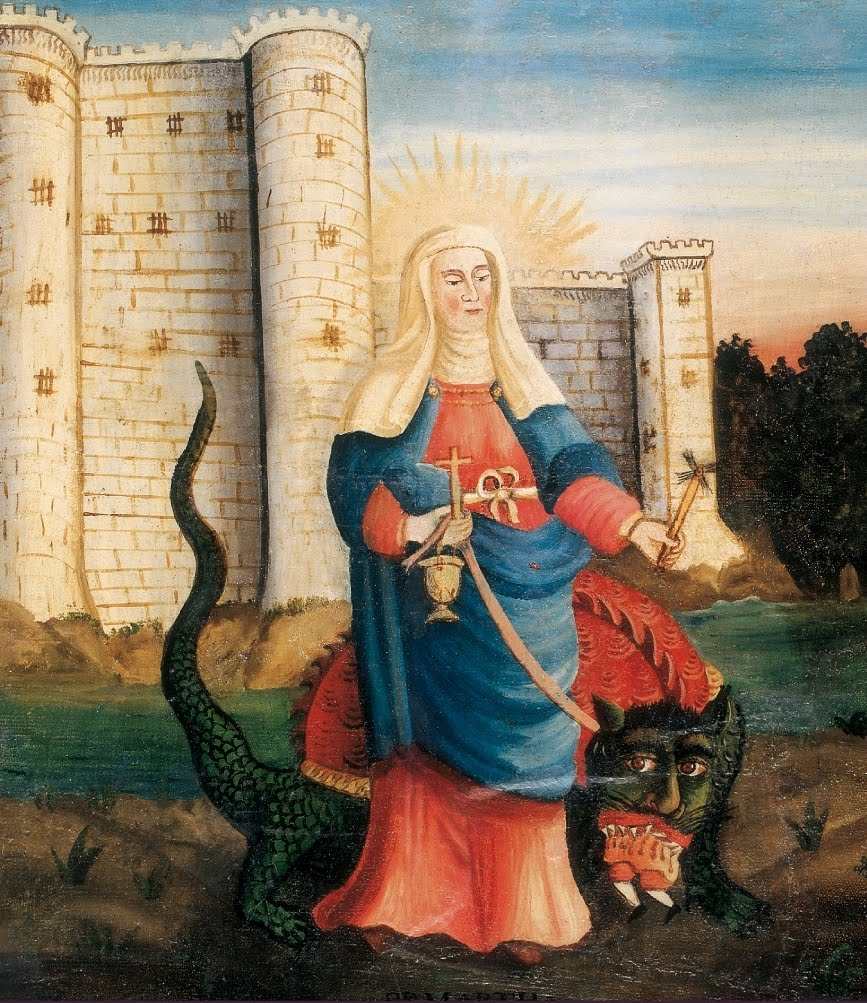
Marthe domptant la Tarasque, peinture du XVIIIe siècle, musée des Arts et Traditions populaires.
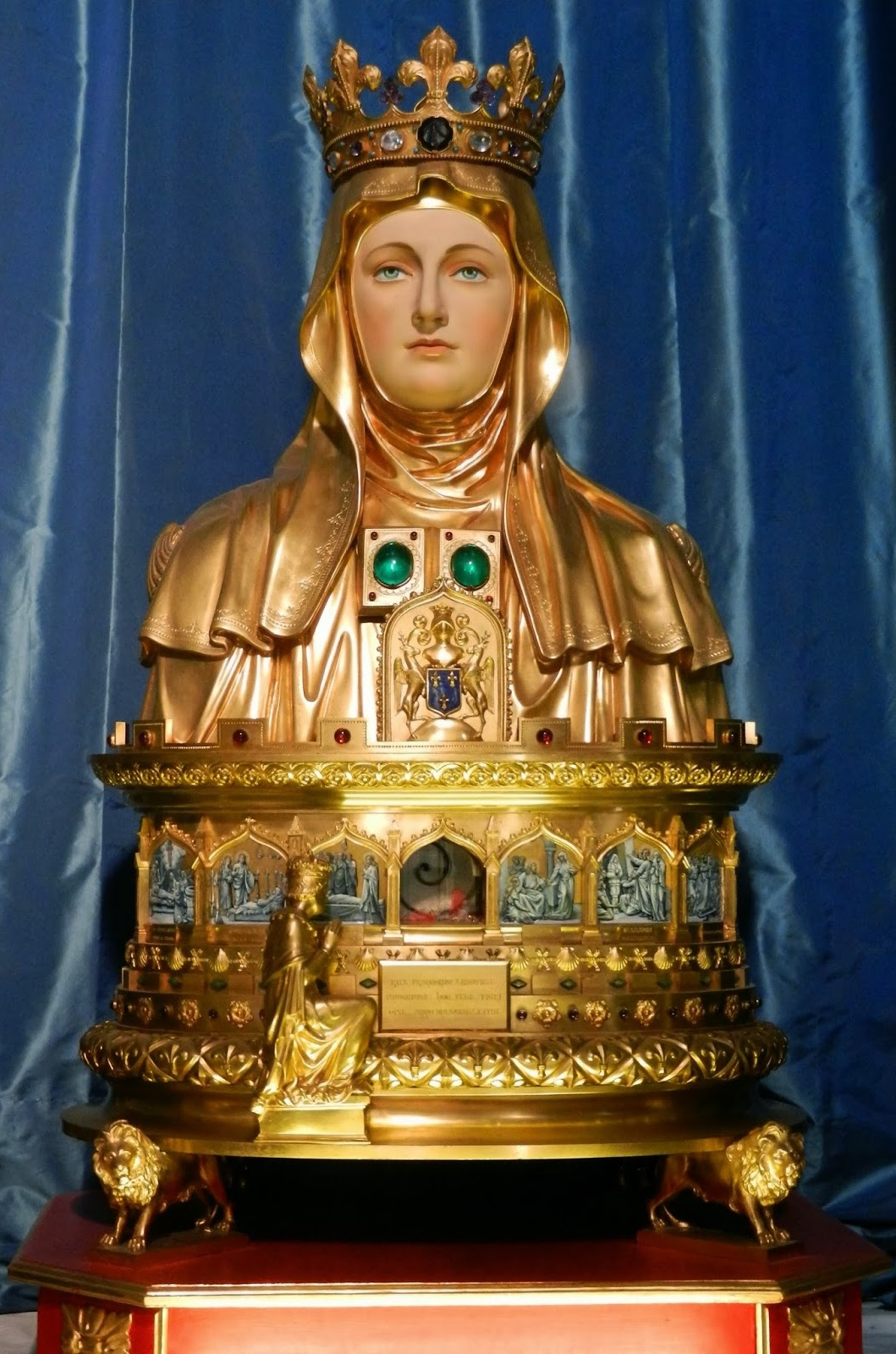
Buste-reliquaire de sainte Marthe dans la chapelle des Reliques de la collégiale Sainte-Marthe.
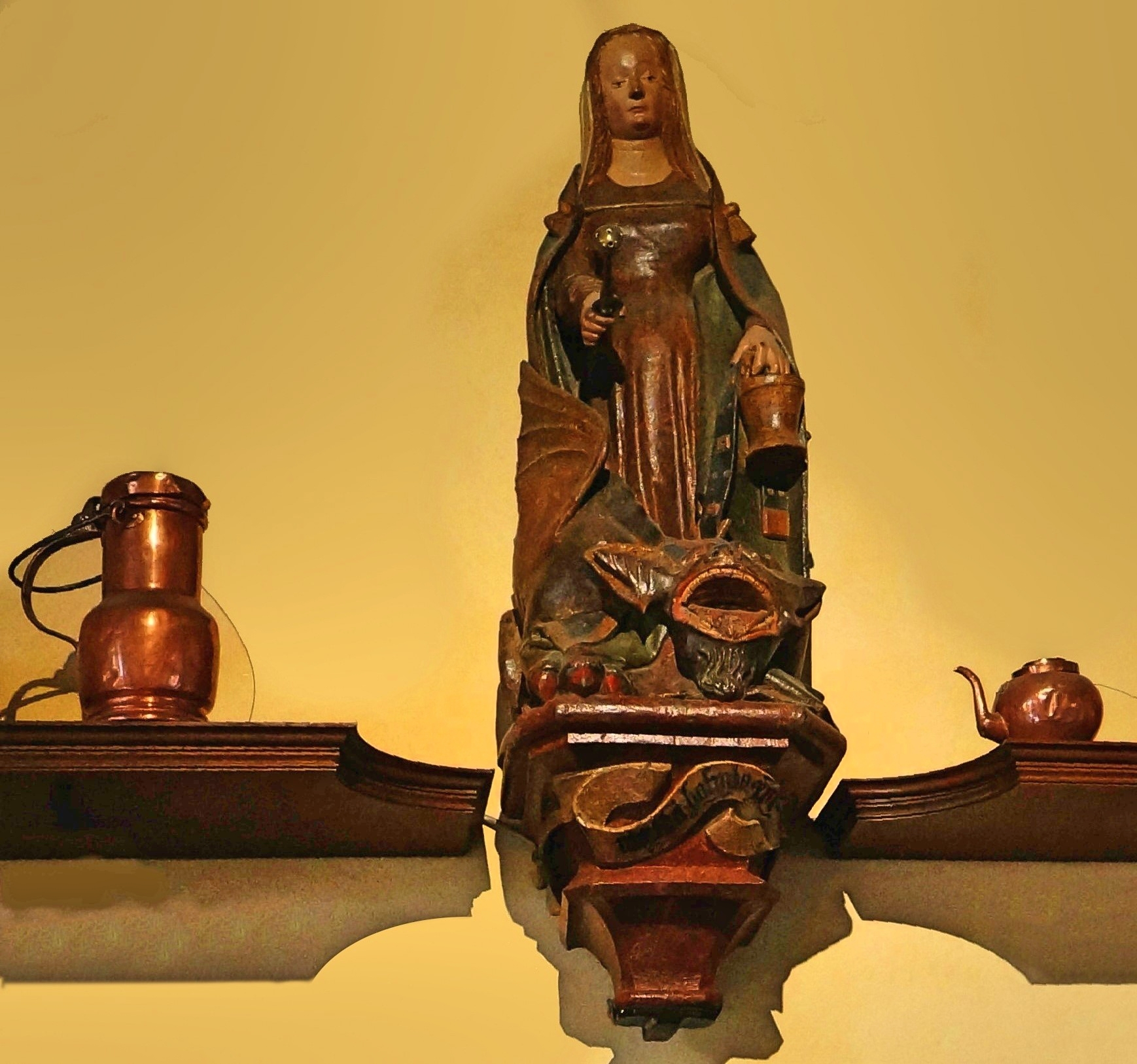
Statue de Sainte Marthe et la Tarasque, cuisines de l'Hôtel-Dieu de Beaune (XVe siècle).
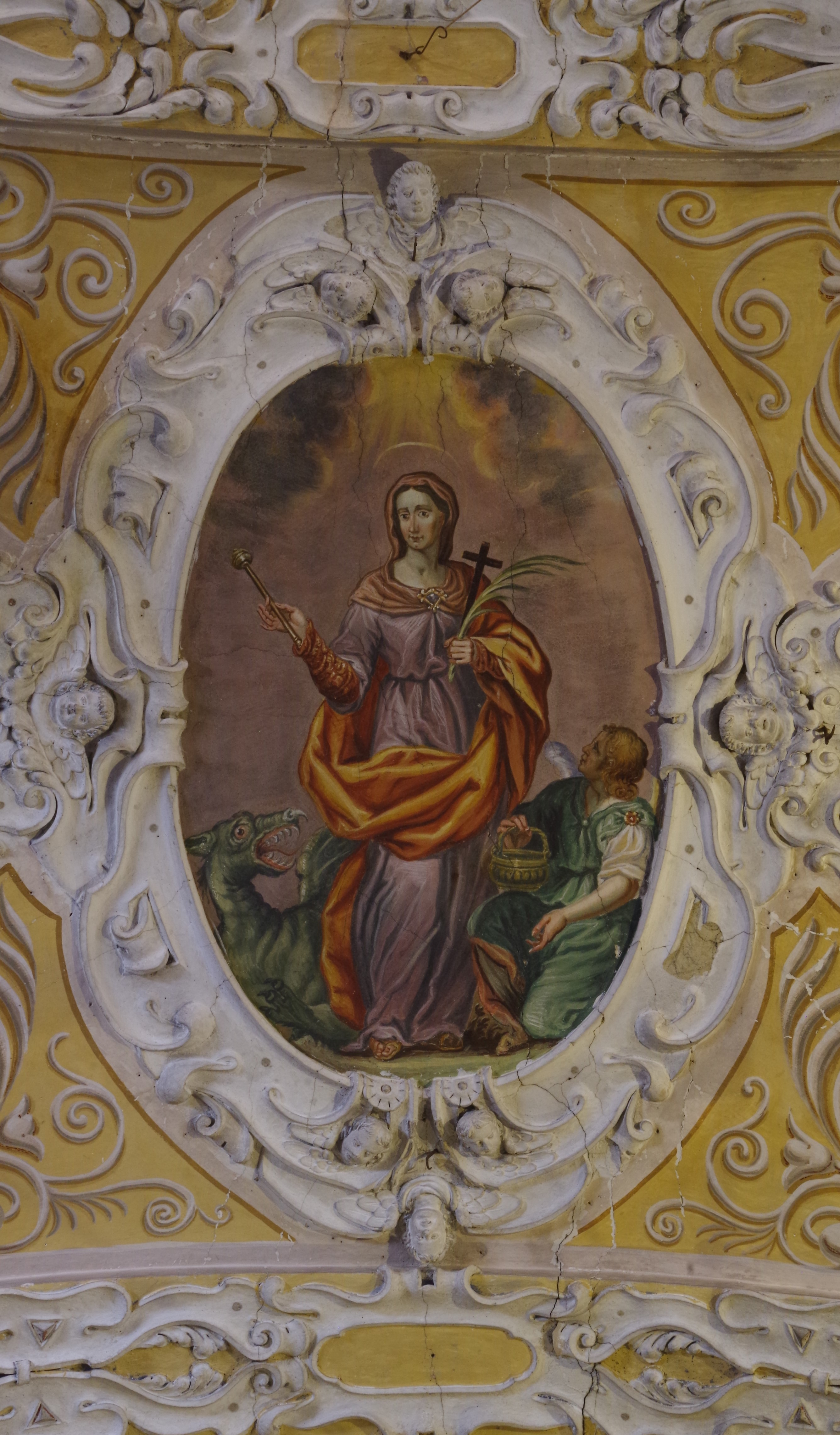
Sainte Marthe avec la Tarasque à ses pieds, voûte de la chapelle Sainte-Marthe de Ceriana

## Culte

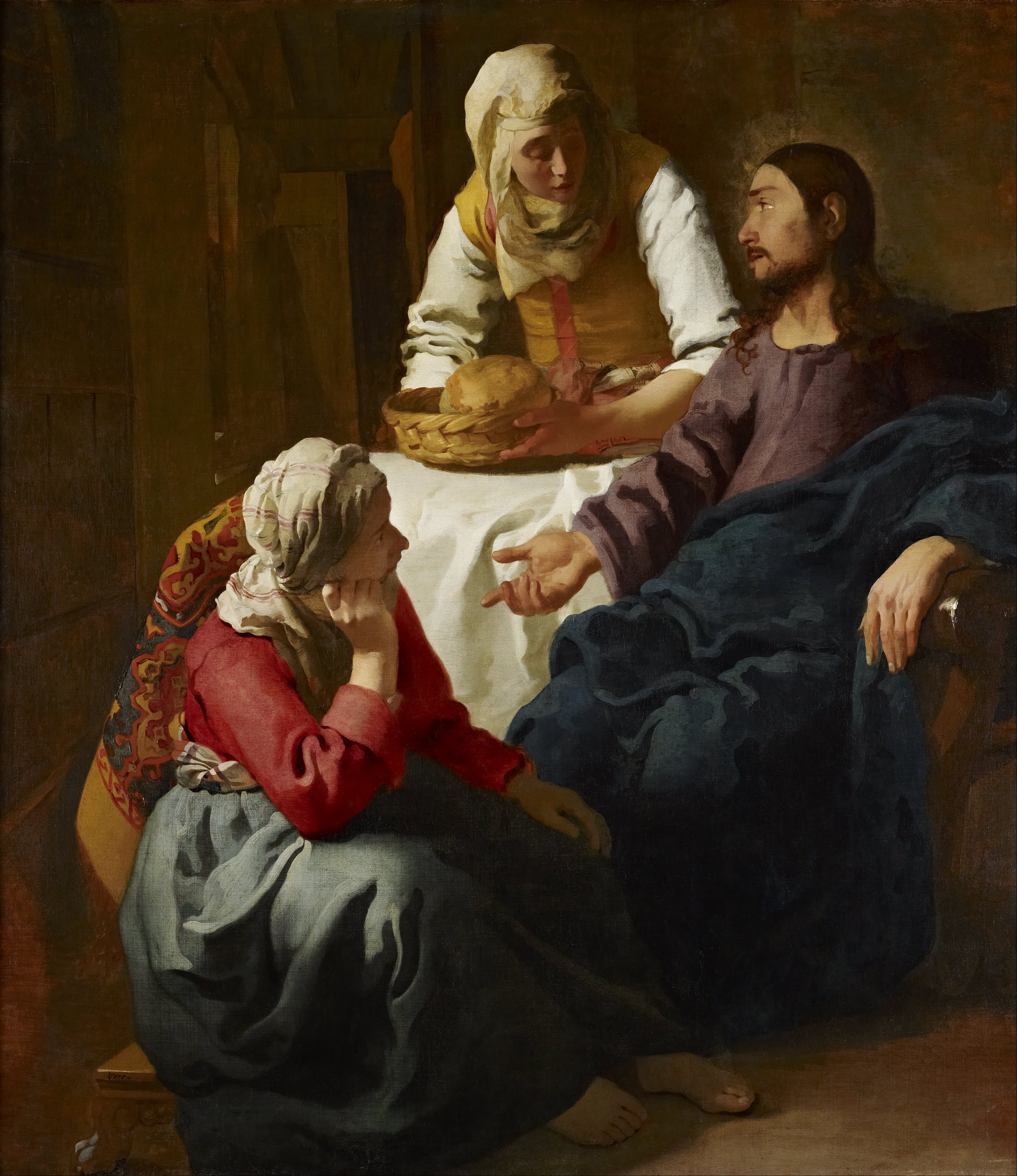
Le Christ dans la maison de Marthe et Marie, Johannes Vermeer, huile sur toile, 1654-1655, National Gallery of Scotland, Édimbourg.

Dans la Collégiale royale bâtie sur l'emplacement légendaire du tombeau de Marthe, les fidèles sont allés prier en grand nombre à toutes les époques. Tout d'abord Clovis en l'an 500, qui était tombé malade au cours du siège d'Avignon et qu'elle avait guéri ; saint Louis se rendant à Aigues-Mortes (1248) ; de 1314 à 1404 les papes d'Avignon Clément V, Jean XXII, Benoît XII, Clément VI, Clément VII, Urbain V et Benoît XIII ; le roi René (1434 à 1480) ; le dauphin de France futur Louis XI (1447) ; François Ier et la reine Claude de France après Marignan (1516) ; le roi Charles IX et sa mère Catherine de Médicis (07/12/1564) ; la reine Anne d'Autriche (1632) et le cardinal de Richelieu (26/09/1632) ; le cardinal de Richelieu puis Louis XIII (1642) ; Louis XIV, sa mère Anne d'Autriche et le cardinal Mazarin (12/01/1660) ; Napoléon Bonaparte capitaine du 4e régiment d'artillerie (29/07/1793) ; le pape Pie VII après sa libération à Fontainebleau (1814) ; l'empereur Napoléon III venu visiter les sinistrés des inondations (1856) ; Mgr Roncalli, nonce à Paris et futur pape Jean XXIII (1948).
Marthe est célébrée dans l'Église orthodoxe, l'Église catholique et dans l'Église luthérienne. Sa fête est le 4 juin pour les orthodoxes et le 29 juillet pour les catholiques. Depuis janvier 2021, l'Église catholique associe Marthe à Marie et Lazare.